# C (латиница)
C, c — третья буква латинского алфавита. 
Буква используется практически во всех алфавитах на латинской основе (в качестве примера исключения можно привести  эстонский алфавит). Во многих языках называется «цэ», в английском — «си», в итальянском — «чи».

## История
Буква происходит от греческой буквы гамма (Γ, γ). Первоначально в латыни обозначала звук [k] (иногда [g]); лишь в самом конце классического периода смягчённый (палатализованный) позиционный вариант звука [k] перед переднеязычными [e] и [i] начал изменяться качественно, переходя в [t͡ʃ](ч) или [t͡sʲ](ць) ; в нынешних языках звуковое содержание этой буквы бывает самым разным ([k](к), [g](г), [s](с), [t͡s](ц), [t͡ʃ](ч), [d͡ʒ](дж) и др.; нередко читается по-разному в разных позициях). Так, в произошедших от латыни романских языках, унаследовавших её основные орфографические принципы, С всегда даёт звук [k] перед гласными a, o, u и согласными, кроме буквы h, которая в корне меняет её произношение, так же и в английском языке, который относится к германским языкам. А в балтийских и славянских языках, пользующихся латинским алфавитом, всегда читается как [t͡s] (за исключением заимствованных слов из языков, указанных выше, где она иногда в порядке исключения читается как [k]). Но также существуют языки, где буква С во всех позициях даёт звук [k], например в ирландском языке. В современном немецком языке буква C самостоятельно вообще не используется и не имеет звуковых соответствий, за исключением некоторых заимствований, в которых читается по правилам языка-источника; но чаще даже в заимствованиях C заменяется на K или Z, в зависимости от требуемого звучания. Часто входит в диграфы (самый древний и распространённый — ch, применявшийся ещё римлянами для передачи греческой буквы хи (Χ, χ), и в таком же качестве перешедшая во многие германские, кельтские, славянские, и др. языки) и более сложные буквосочетания (например, нем. sch, tsch и т. п.) либо снабжается диакритическими знаками (см. таблицу снизу).
Видоизменением буквы C в III веке до нашей эры была построена буква G.
| Название по-русски: Цэ. Код НАТО: Charlie (/ˈtʃɑɹliː/, [чарли]). Азбука Морзе: −·−· |                   |                                     |        |
| \| ● \| ● \| \| ○ \| ○ \| \| ○ \| ○ \| Шрифт Брайля                                 | Семафорная азбука | Флаги международного свода сигналов | Амслен |
| ●                                                                                   | ●                 |                                     |        |
| ○                                                                                   | ○                 |                                     |        |
| ○                                                                                   | ○                 |                                     |        |

## Употребление
- В химии — символ углерода.
- В физике прописной буквой C обозначают конденсатор, электроёмкость, теплоёмкость, строчной буквой c — скорость света.
- В медицине — витамин.
- В музыке буквой C обозначают ноту «до» (ut)[1].
- В римской записи цифр буквой C обозначается число 100.